# Fexhe-le-Haut-Clocher
Fexhe-le-Haut-Clocher é um município da Bélgica localizado no distrito de Waremme, província de Liège, região da Valônia.